# الكنديين الأقباط
الأقباط في كندا هم مواطنون كنديون من أصل قبطي أو أشخاص من أصل قبطي يقيمون في كندا . ويقدر عددهم بين 100,000 إلى 300,000 حسب الأصول في 2011.

## السكان والتوزيع
وفقًا لتعداد عام 2011 ، كان هناك 3,570 كنديًا زعموا أصلًا قبطيًا (هذا الرقم يجمع بين ردود الأصل العرقي المتعدد والمتعدد).  وإدعى 73,250 من الكنديين أصلًا مصريًا، ويُعتقد أن بعضهم من الأقباط.
تقدر الجمعية القبطية الكندية أن هناك 35,000 قبطي يعيشون في كندا؛ وفقًا لـ سي بي سي نيوز «إذا تم إدراج الطوائف الأخرى ذات العلاقات القوية مع المجتمع القبطي، فربما يكون الرقم أعلى». (ملحوظة: من المحتمل أن يكون هناك خطأ مطبعي في مقالة CBC حيث تمت إضافة صفر إضافي، مما يشير إلى أن هناك 350,000 قبطي في كندا).

## تاريخ الهجرة

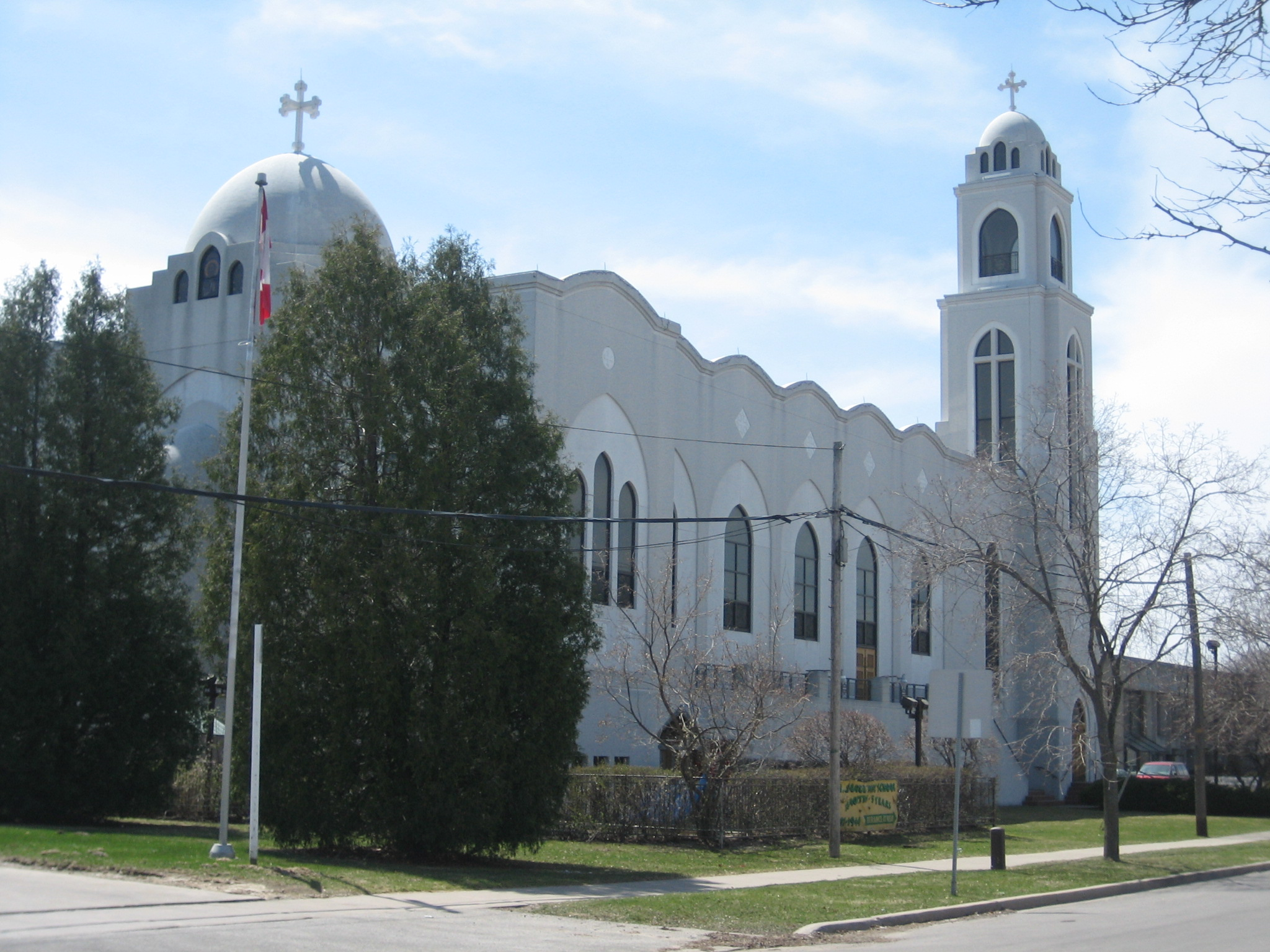
كنيسة القديس جورج والقديس رويس القبطية الأرثوذكسية في تورنتو ، أونتاريو.

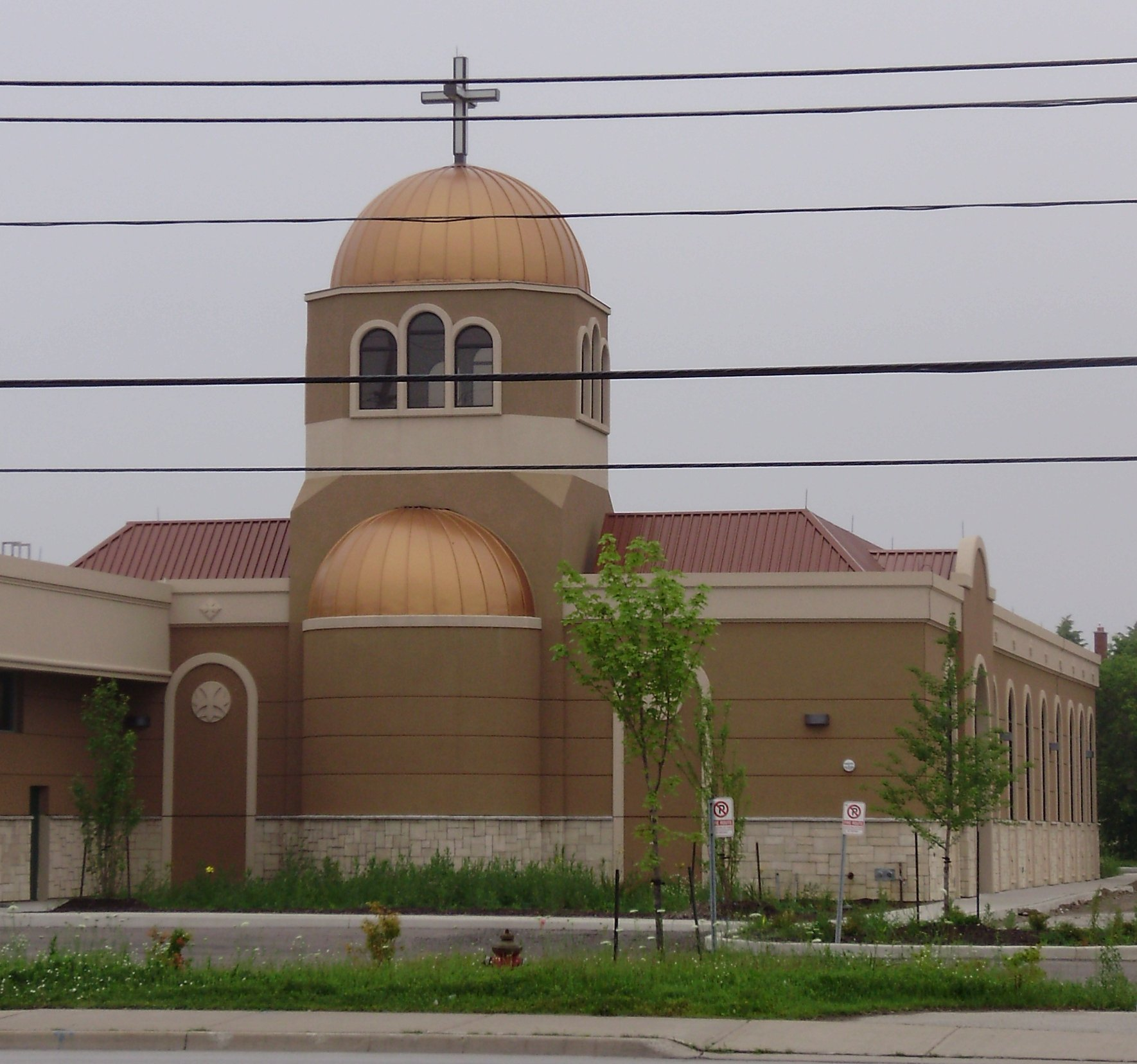
كنيسة القديس مينا والقديس كيرلس القبطية الأرثوذكسية في ميسيسوجا ، أونتاريو.

ربما بدأت هجرة الأقباط إلى كندا في أواخر الخمسينيات. بسبب ازدياد التمييز ضد الأقباط في مصر في السبعينيات، قرر الكثيرون الهجرة من أجل الهروب من التوترات العرقية المتزايدة. تستقبل كندا عددًا أكبر من هؤلاء المهاجرين، ويتزايد عدد المهاجرين الأقباط إلى كندا منذ ذلك الحين.

## الكنيسة القبطية الأرثوذكسية في كندا
في عام 1964 ، تم تأسيس كنيسة القديس مرقس القبطية الأرثوذكسية في تورنتو. كانت هذه أول كنيسة قبطية تأسست في الشتات القبطي.
في عام 2002 أظهر استطلاع للرعايا القبطية الأرثوذكسية 22 في كندا، مما يشير إلى النمو.
في عام 2011 كانت هناك خمس كنائس قبطية أرثوذكسية في مونتريال.

## الكنديين الأقباط البارزين
- مانويل تادروس - مغني وكاتب أغاني وممثل وممثل كوميدي وصوتي
- كزافييه دولان - مخرج
- مينا مسعود - ممثل